# José Martínez Écija
José Martínez Écija (Lorca, 1901-Balaguer, 1992), denominado «Martínez Paleta», o simplemente «Paleta», fue un activista obrero de tendencia anarcosindicalista, cenetista. Fue alcalde de Badalona en dos pequeños periodos durante la guerra civil española, entre febrero y agosto de 1937 y entre febrero y mayo del 1938.

## Biografía
Era obrero de la construcción, trabajador de la brigada municipal de Badalona, y destacado dirigente anarquista. Entró como concejal en el Ayuntamiento de Badalona en representación de la CNT, el 19 de octubre de 1936 y asumió el departamento de Servicios Públicos. El 4 de marzo de 1937 era elegido alcalde. 
Hay que tener en cuenta que durante la guerra civil el Ayuntamiento quedó prácticamente sin poder ante el Comité revolucionario, a pesar de que sí que hubo intentos de entente entre ambos para resolver la situación de indisciplina de la ciudad y los problemas económicos y de paro. En el momento en que Martínez es elegido, la situación era tensa entre las organizaciones políticas y sindicales antifascistas, entre los bandos de la CNT-FAI y el POUM contra el PSUC-UGT y ERC, que se militarizaron y tuvieron enfrentamientos violentos en Barcelona, en los conocidos como hechos de mayo del 1937. En el caso de Badalona, Martínez luchó porque la situación de la capital no se reprodujera en la ciudad, y aunque hubo algunos episodios de tensión, consiguió que no se produjera ningún tipo de conflicto armado.
A pesar de este éxito, su mandato fue corto debido a los ataques dialécticos en la prensa local, y en la general, entre la CNT-FAI y el PSUC-UGT, que contará con ataques contra el POUM. La situación afectó la vida local, y en agosto de aquel mismo año Martínez dimitió y fue sustituido por Joan Manent y Pesas.
Volvió a ser elegido alcalde el 28 de febrero de 1938, cuando Manent dimitió ante el asalto popular a la alcaldía y a las casas de los dirigentes cenetistas en protesta por la falta de abastecimiento. El 12 de mayo de 1938 fue movilizado para marchar hacia el frente. Durante este periodo llegaron los primeros refugiados desde Aragón, y se produjo el primer bombardeo sobre la ciudad el 13 de marzo, y estos se repetirían con gran intensidad durante todo aquel año, especialmente sobre los barrios industriales.
Cuando acabó la guerra civil, Martínez se exilió en Francia, donde fue perseguido por la Gestapo. Más tarde, volvió a Cataluña, y se instaló en Balaguer.

## Homenajes
Una calle de Badalona, en el barrio de Montigalà, lleva su nombre, «Alcalde Martínez Ecija».